# Sylvia Townsend Warner
Sylvia Townsend Warner, född 6 december 1893 i Harrow on the Hill i England, död 1 maj 1978, var en engelsk författare och poet som debuterade 1926 med romanen Lolly Willowes. Hon var under sin livslånga karriär en produktiv novellförfattare, med verk publicerade i egna samlingar (däribland Kingdoms of Elfin från 1977) och i tidskriften The New Yorker.